# Mexy
Mexy est une commune française située dans le département de Meurthe-et-Moselle, en région Grand Est.
Ses habitants sont les Mexéens et les  Mexéennes

## Géographie

### Description
Mexy est un bourg situé dans le nord de la Meurthe-et-Moselle.

### Communes limitrophes
Les communes limitrophes sont Chenières, Haucourt-Moulaine, Herserange, Longwy et Réhon.
| Longwy | Herserange |                   |
| Réhon  | Mexy       | Haucourt-Moulaine |
|        | Chenières  |                   |

### Hydrographie
La commune est dans le bassin versant de la Meuse au sein du bassin Rhin-Meuse. Elle n'est drainée par aucun cours d'eau,.

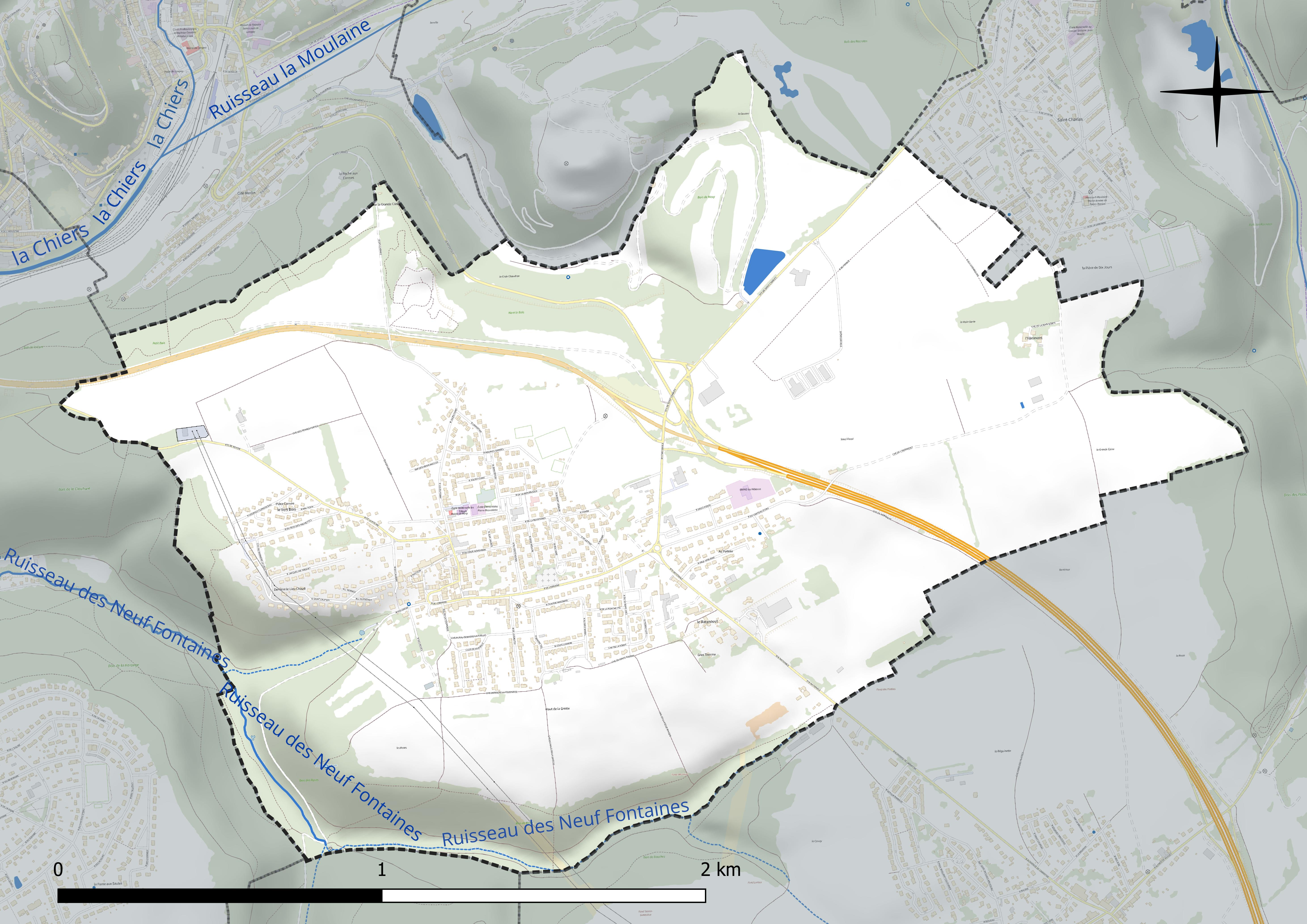
Réseau hydrographique de Mexy.

### Climat
Pour des articles plus généraux, voir Climat du Grand Est et Climat de Meurthe-et-Moselle.
En 2010, le climat de la commune est de type climat de montagne, selon une étude du Centre national de la recherche scientifique s'appuyant sur une série de données couvrant la période 1971-2000. En 2020, Météo-France publie une typologie des climats de la France métropolitaine dans laquelle la commune est exposée à un climat semi-continental et est dans la région climatique Lorraine, plateau de Langres, Morvan, caractérisée par un hiver rude (1,5 °C), des vents modérés et des brouillards fréquents en automne et hiver.
Pour la période 1971-2000, la température annuelle moyenne est de 8,9 °C, avec une amplitude thermique annuelle de 16,6 °C. Le cumul annuel moyen de précipitations est de 903 mm, avec 13 jours de précipitations en janvier et 9,6 jours en juillet. Pour la période 1991-2020, la température moyenne annuelle observée sur la station météorologique de Météo-France la plus proche, « Villette », sur la commune de Villette à 17 km à vol d'oiseau, est de 10,1 °C et le cumul annuel moyen de précipitations est de 909,4 mm. 
La température maximale relevée sur cette station est de 39 °C, atteinte le 25 juillet 2019 ; la température minimale est de −14,8 °C, atteinte le 20 décembre 2009,,.
Les paramètres climatiques de la commune ont été estimés pour le milieu du siècle (2041-2070) selon différents scénarios d'émission de gaz à effet de serre à partir des nouvelles projections climatiques de référence DRIAS-2020. Ils sont consultables sur un site dédié publié par Météo-France en novembre 2022.

## Urbanisme

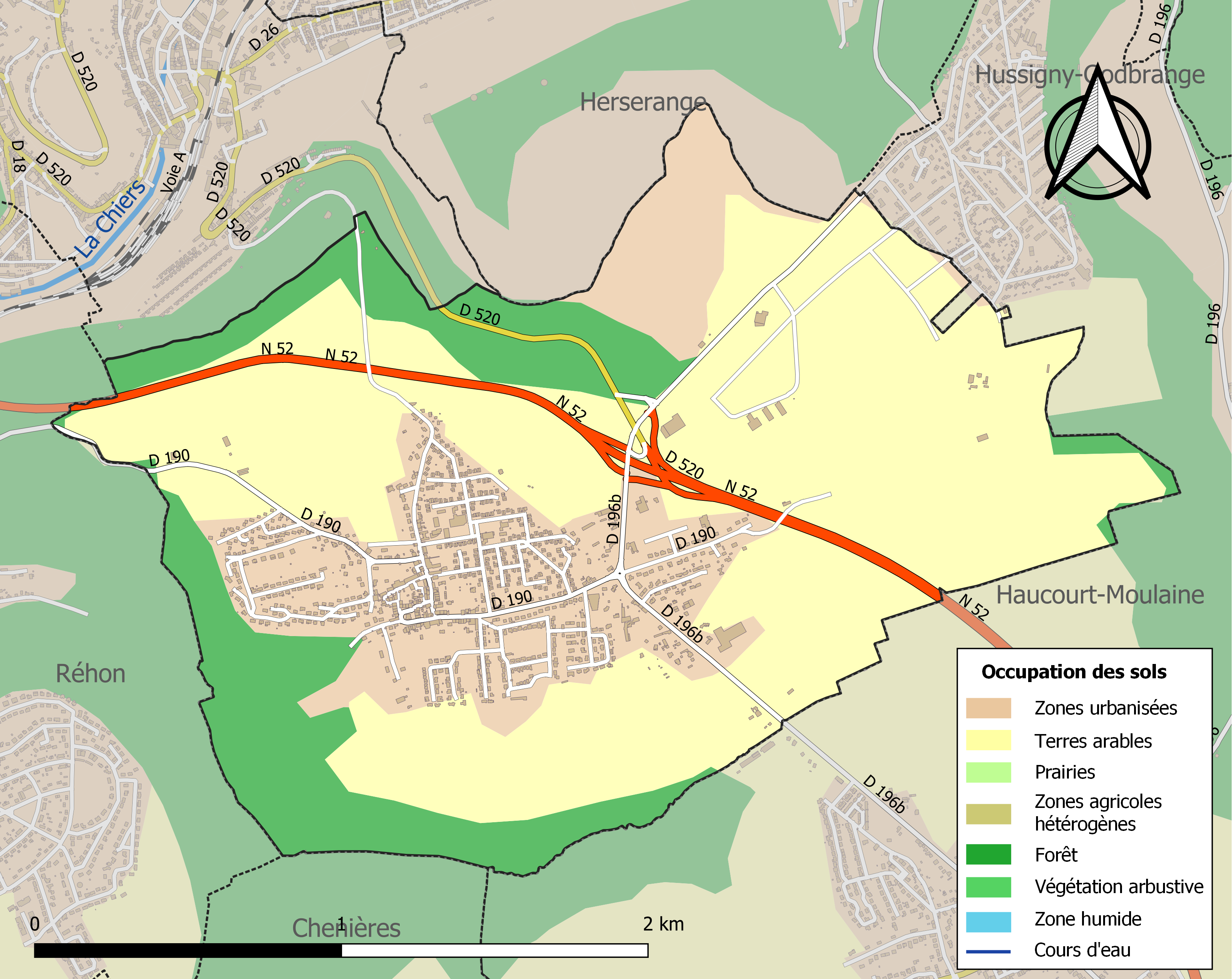
Carte des infrastructures et de l'occupation des sols de la commune en 2018 (CLC).

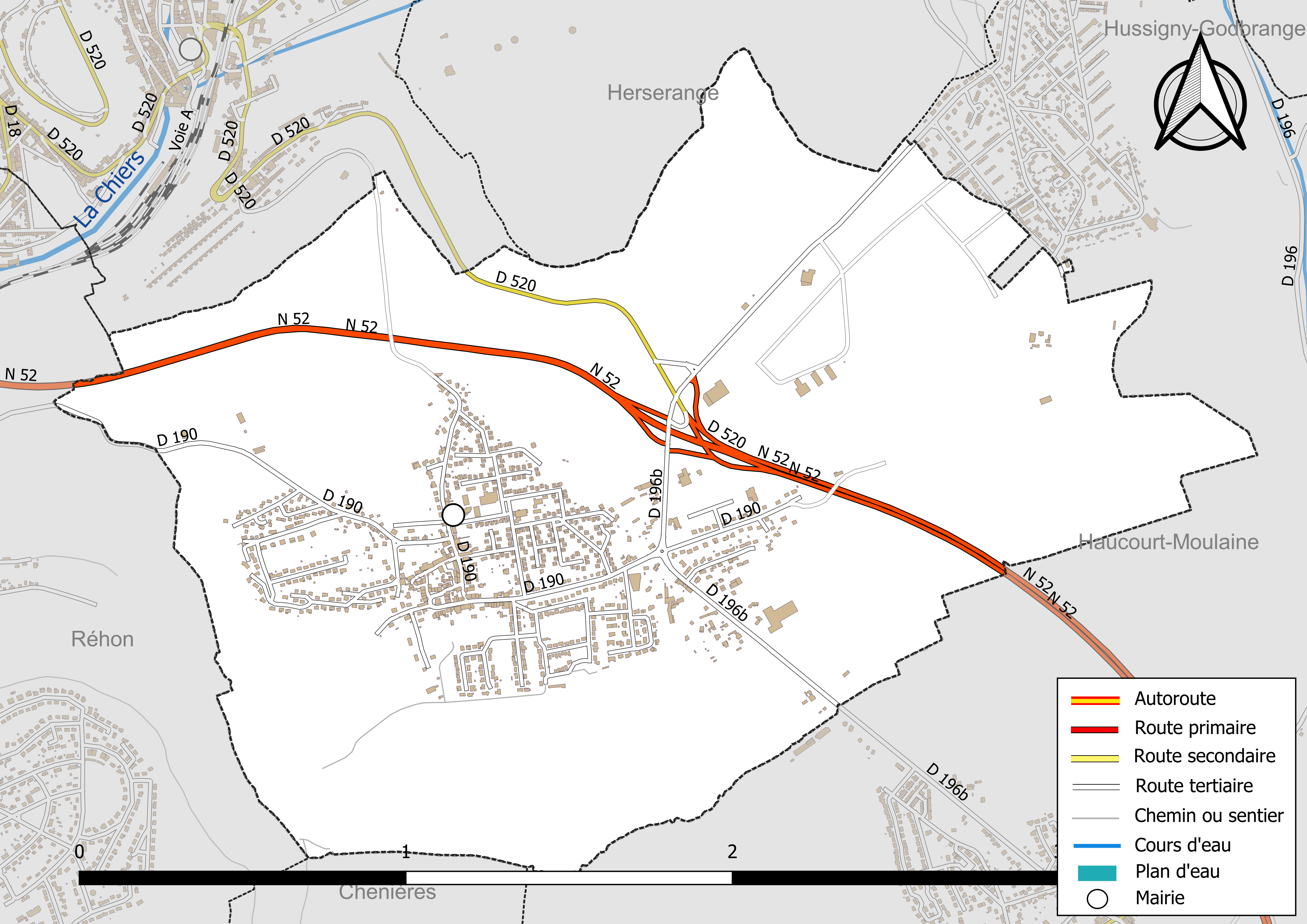
Carte topographique et des infrastructures de transport de la commune en 2022.

### Typologie
Au 1er janvier 2024, Mexy est catégorisée ceinture urbaine, selon la nouvelle grille communale de densité à sept niveaux définie par l'Insee en 2022.
Elle appartient à l'unité urbaine de Longwy (partie française), une agglomération internationale regroupant onze  communes, dont elle est une commune de la banlieue,,. Par ailleurs la commune fait partie de l'aire d'attraction de Luxembourg (partie française), dont elle est une commune de la couronne,. Cette aire, qui regroupe 115 communes, est catégorisée dans les aires de 700 000 habitants ou plus (hors Paris),.

### Occupation des sols
L'occupation des sols de la commune, telle qu'elle ressort de la base de données européenne d’occupation biophysique des sols Corine Land Cover (CLC), est marquée par l'importance des territoires agricoles (57 % en 2018), une proportion sensiblement équivalente à celle de 1990 (56,4 %). La répartition détaillée en 2018 est la suivante : 
terres arables (57 %), zones urbanisées (20,3 %), forêts (18 %), espaces verts artificialisés, non agricoles (4,7 %). L'évolution de l’occupation des sols de la commune et de ses infrastructures peut être observée sur les différentes représentations cartographiques du territoire : la carte de Cassini (XVIIIe siècle), la carte d'état-major (1820-1866) et les cartes ou photos aériennes de l'IGN pour la période actuelle (1950 à aujourd'hui).

### Habitat et logement
En 2020, le nombre total de logements dans la commune était de 1 016, alors qu'il était de 982 en 2015 et de 940 en 2010.
Parmi ces logements, 94,5 % étaient des résidences principales, 0,5 % des résidences secondaires et 5 % des logements vacants. Ces logements étaient pour 89,3 % d'entre eux des maisons individuelles et pour 10,7 % des appartements.
Le tableau ci-dessous présente la typologie des logements à Mexy en 2020 en comparaison avec celle de Meurthe-et-Moselle et de la France entière. Une caractéristique marquante du parc de logements est ainsi une proportion de résidences secondaires et logements occasionnels (0,5 %) inférieure à celle du département (2,1 %) et  à celle de la France entière (9,7 %). Concernant le statut d'occupation de ces logements, 87,1 % des habitants de la commune sont propriétaires de leur logement (88,5 % en 2015), contre 57,3 % pour la Meurthe-et-Moselle et 57,5 pour la France entière.
| Typologie                                               | Mexy | Meurthe-et-Moselle | France entière |
| ------------------------------------------------------- | ---- | ------------------ | -------------- |
| Résidences principales (en %)                           | 94,5 | 88,6               | 82,1           |
| Résidences secondaires et logements occasionnels (en %) | 0,5  | 2,1                | 9,7            |
| Logements vacants (en %)                                | 5    | 9,3                | 8,2            |

## Histoire
Présence gallo-romaine[réf. nécessaire].
L'église paroissiale Saint-Barthélémy construite en 1736, tour clocher ajoutée en 1827. À la suite des visites de l'évêque de Metz en 1847 et 1859, et compte tenu du très mauvais état de l'édifice, il est décidé de reconstruire le chœur et la nef. Église bénite en 1890. 
L'édifice, situé au cœur du vieux village et devenu tout a fait excentré à la suite de l'accroissement de la commune, est détruit en 1973. Seuls les vitraux sont conservés et replacés dans la nouvelle église[réf. nécessaire].
La commune, institue par la Révolution française, est intégrée de 1812 à 1879 à celle de Réhon, année où elle retrouve son autonomie.

## Politique et administration

### Rattachements administratifs
La commune se trouve dans l'arrondissement de Briey du département de Meurthe-et-Moselle.
Elle faisait partie de 1801 à 1973  du canton de Longwy, année où elle intègre le canton d'Herserange. Dans le cadre du redécoupage cantonal de 2014 en France, cette circonscription administrative territoriale a disparu, et le canton n'est plus qu'une circonscription électorale.

### Rattachements électoraux
Pour les élections départementales, la commune fait partie depuis 2014 d'un nouveau canton de Longwy porté à huit communes
Pour l'élection des députés, elle fait partie de la troisième circonscription de Meurthe-et-Moselle.

### Intercommunalité
La commune est membre de la communauté d'agglomération dénommée depuis 2021 Grand Longwy Agglomération, un établissement public de coopération intercommunale (EPCI) à fiscalité propre créé en 2017 sous le nom de communauté d'agglomération de Longwy par transformation de la  communauté de communes de l'Agglomération de Longwy  et auquel la commune  a adhéré en 1998 en lui transférant un certain nombre de ses compétences, dans les conditions déterminées par le code général des collectivités territoriales.
Cette communauté de commune avait elle-même été créée en 2002 par transformation d'un district constitué en 1960 et qui avait progressivement intégré d'autres communes.
La commune est également membre de l'Agglomération transfrontalière du pôle européen de développement.

### Administration municipale
Le nombre d'habitants au dernier recensement étant compris entre 1 500 et 2 499, le nombre de membres du conseil municipal est de 19, y compris le maire et ses adjoints.

### Liste des maires
| Période                                  | Période                      | Identité                 | Étiquette | Qualité                                                                                          |
| ---------------------------------------- | ---------------------------- | ------------------------ | --------- | ------------------------------------------------------------------------------------------------ |
| Les données manquantes sont à compléter. |                              |                          |           |                                                                                                  |
|                                          |                              |                          |           |                                                                                                  |
| 1792                                     | 1812                         | Jacques Michel           |           |                                                                                                  |
|                                          |                              |                          |           |                                                                                                  |
| mai 1879                                 | mai 1904                     | Jean-Pierre Martin       |           |                                                                                                  |
| mai 1904                                 | mai 1912                     | Alexandre Leclerc        |           |                                                                                                  |
| mai 1912                                 | octobre 1912                 | Auguste Germain          |           |                                                                                                  |
| octobre 1912                             | décembre 1919                | Auguste Amédée Gircour   |           |                                                                                                  |
| décembre 1919                            | mai 1929                     | Paul Maxime Jacob        |           |                                                                                                  |
| mai 1929                                 | septembre 1939               | Prosper Lucien Lefèvre   |           |                                                                                                  |
| septembre 1939                           | juillet 1941                 | Henri Marcel Grond       |           |                                                                                                  |
| juillet 1941                             | septembre 1945               | Cyrille Alexandre Pertuy |           |                                                                                                  |
| septembre 1945                           | mars 1959                    | Albert Charpentier       |           |                                                                                                  |
| mars 1959                                | avril 1973                   | Gilbert Dufour           |           |                                                                                                  |
| avril 1973                               | février 1997                 | René Martini             |           |                                                                                                  |
| février 1997                             | mars 2001                    | Paul Lardenais           |           |                                                                                                  |
| mars 2001                                | juillet 2020                 | Pierre Fizaine           | SE        | Retraité                                                                                         |
| juillet 2020                             | En cours (au 3 juillet 2020) | Frédéric Wilmin          | LFI       | Ouvrier qualifié de type industriel Vice-président de la CA Grand Longwy Agglomération (2020 → ) |

## Population et société

### Démographie
L'évolution du nombre d'habitants est connue à travers les recensements de la population effectués dans la commune depuis 1793. Pour les communes de moins de 10 000 habitants, une enquête de recensement portant sur toute la population est réalisée tous les cinq ans, les populations de référence des années intermédiaires étant quant à elles estimées par interpolation ou extrapolation. Pour la commune, le premier recensement exhaustif entrant dans le cadre du nouveau dispositif a été réalisé en 2005.

En 2022, la commune comptait 2 303 habitants, en évolution de +2,31 % par rapport à 2016 (Meurthe-et-Moselle : −0,13 %, France hors Mayotte : +2,11 %).
| 1793 | 1800 | 1806 | 1881 | 1886 | 1891 | 1896 | 1901 | 1906 |
| ---- | ---- | ---- | ---- | ---- | ---- | ---- | ---- | ---- |
| 187  | 203  | 195  | 326  | 325  | 318  | 348  | 380  | 375  |

| 1911 | 1921 | 1926 | 1931 | 1936 | 1946 | 1954 | 1962 | 1968  |
| ---- | ---- | ---- | ---- | ---- | ---- | ---- | ---- | ----- |
| 384  | 363  | 448  | 557  | 541  | 463  | 553  | 670  | 1 684 |

| 1975  | 1982  | 1990  | 1999  | 2005  | 2006  | 2010  | 2015  | 2020  |
| ----- | ----- | ----- | ----- | ----- | ----- | ----- | ----- | ----- |
| 2 496 | 2 226 | 1 959 | 1 997 | 2 154 | 2 163 | 2 225 | 2 254 | 2 265 |

| 2022  | - | - | - | - | - | - | - | - |
| ----- | - | - | - | - | - | - | - | - |
| 2 303 | - | - | - | - | - | - | - | - |

La population de Mexy est recensée de 1812 à 1879 avec celle de Réhon.

## Culture locale et patrimoine

### Lieux et monuments
- Église paroissiale moderne, inaugurée en 1971, qui conserve les vitraux de l'édifice antérieur.

### Héraldique
| Blason de Mexy | Blason  | D'argent au chevron de gueules accompagné en chef de trois merlettes rangées en chef et en pointe d'une rose, le tout du même. |
| Blason de Mexy | Détails | Le blason correspond à la synthèse des blasons de deux anciennes familles de la contrée : - celui de la Maison de Bassompière, portant sur fond blanc trois chevrons rouges et à laquelle appartenait le dernier seigneur de la ferme de Larimont ; - la Maison Saulnier, autorisée à porter les armes de la famille Cugnon, portant sur fond blanc une fasce (bande horizontale) noire, accompagnée en chef (partie haute) de trois merlettes rouges, et en pointe d’une rose de même couleur Le statut officiel du blason reste à déterminer. |

## Pour approfondir